# Kuhn Ø
Kuhn Ø is een onbewoond eiland in Nationaal park Noordoost-Groenland in het oosten van Groenland.

## Geografie
Het eiland wordt in het noorden en oosten begrensd door de Hochstetterbaai, in het zuiden door het Lindemanfjord en in het westen door het Fligelyfjord.
Aan de overzijde van het water ligt in het noorden het Hochstetter Forland, in het noordoosten het eiland Shannon, in het zuidoosten Wollaston Forland, in het zuidwesten A.P. Olsenland, in het westen Th. Thomsenland en in het noordwesten C.H. Ostenfeldland en Koningin Margrethe II-land.